# Casa Ramos (Ushuaia)
La ex vivienda de la familia Ramos en Ushuaia, conocida actualmente como Casa Ramos, fue declarada "Monumento Histórico Nacional" mediante Decreto del P.E.N. N.º 64/99, artículo 2º, del 29 de enero de 1999. Este Decreto incluyó simultáneamente a varios edificios y lugares de la Provincia de Tierra del Fuego.

## Historia y características

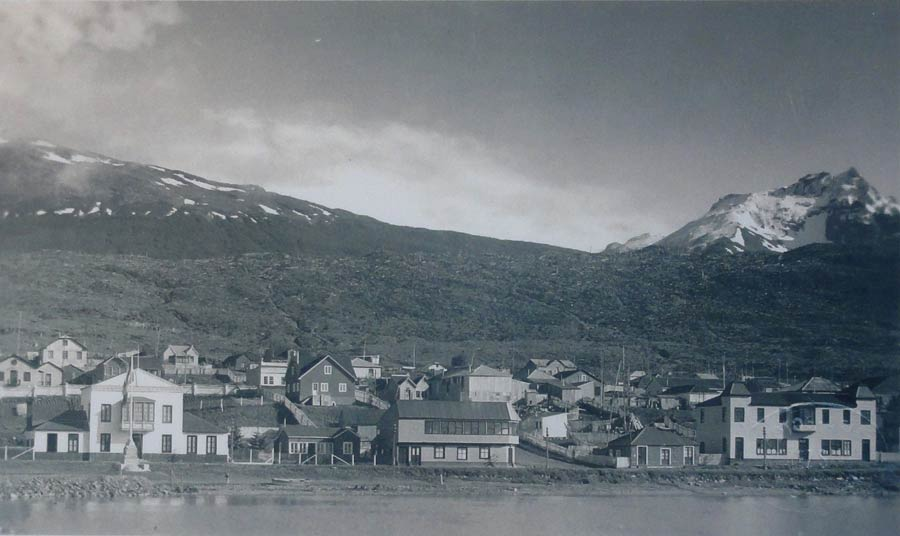
Ushuaia en 1930 con la Antigua Casa de Gobierno (izquierda) y la Casa Ramos (derecha).

Se encuentra ubicada en la ciudad de Ushuaia, provincia de Tierra del Fuego, Antártida e Islas del Atlántico Sur, República Argentina. Su domicilio es Avenida Maipú N.º 363 (datos catastrales: Sector A, macizo 74, parcela 4).
Este inmueble fue construido por la familia Ramos para vivienda propia, aproximadamente en 1920. Posteriormente fue destinada a casa habitación y comercio, hasta que pasó a dominio del ex Territorio Nacional. Actualmente pertenece al estado provincial, siendo utilizada como sede de la Policía Provincial.
El edificio había sido declarado en 1988 Patrimonio Histórico Cultural de la ciudad de Ushuaia, mediante Resolución N.º 22 del Consejo Deliberante de la ciudad, por considerla como uno de los exponentes más importantes del patrimonio arquitectónico de Ushuaia.
Es un conjunto de dos plantas, con una extensión de 382 metros cuadrados, construida totalmente en madera, con techo y revestimientos de chapa de hierro. Las puertas y ventanas de madera fueron trabajadas en el histórico presidio.